# John Quincy Adams
John Quincy Adams (Braintree, Massachusetts, 11 de julio de 1767-Washington D. C., 23 de febrero de 1848) fue un estadista, diplomático, abogado y cronista estadounidense que se desempeñó como el sexto presidente de los Estados Unidos, de 1825 a 1829. Anteriormente se desempeñó como el octavo secretario de Estado de los Estados Unidos de 1817 a 1825. Durante su larga carrera diplomática y política, Adams también se desempeñó como embajador y como miembro del Congreso de los Estados Unidos en representación de Massachusetts en ambas cámaras. Fue el hijo mayor de John Adams, quien se desempeñó como segundo presidente de los Estados Unidos de 1797 a 1801, y de la primera dama Abigail Adams. Inicialmente federalista como su padre, ganó las elecciones a la presidencia como miembro del Partido Demócrata-Republicano y, a mediados de la década de 1830, se afilió al Partido Whig.
Estuvo implicado en numerosas negociaciones internacionales. Además, como Secretario de Estado, participó en la creación de la Doctrina Monroe. Cuando fue presidente emprendió un programa de modernización y desarrollo de la educación, que fue bloqueado por el Congreso. No consiguió la reelección en 1828, al perder contra Andrew Jackson. 
Adams, después de dejar el cargo, fue elegido para la Cámara de Representantes por Massachusetts; ha sido el único presidente en hacerlo, siendo miembro de la Cámara los últimos 17 años de su vida. En la Cámara de Representantes se convirtió en un líder abolicionista, e incluso llegó a afirmar que, en caso de que estallara una guerra civil, el presidente podría abolir la esclavitud por medio de sus poderes de guerra (un derecho del presidente recogido en la Constitución); tal y como hizo Abraham Lincoln en 1863 durante la Guerra de Secesión con la Proclamación de Emancipación.

## Infancia y juventud
Adams, hijo de Abigail Adams y John Adams, nació en la ciudad de Braintree, conocida actualmente como Quincy (no en su  honor sino en el de Josiah Quincy, su abuelo materno). La casa donde nació John Quincy Adams, que forma parte en la actualidad del Adams National Historical Park, permanece abierta al público. Está muy cerca de Abigail Adams Cairn, el lugar donde Adams presenció la batalla de Bunker Hill cuando tenía siete años.
Adams tuvo noticias por primera vez de la Declaración de Independencia por las cartas que su padre escribió a su madre desde el Segundo Congreso Continental en Filadelfia. 
Adams pasó buena parte de su juventud acompañando por el extranjero a su padre, que fue embajador en Francia desde 1778 hasta 1779, y de los Países Bajos de 1780 a 1782.
Durante casi tres años, acompañó a Francis Dana como secretario en su misión a San Petersburgo, para que reconocieran al nuevo país. También pasó una temporada en Finlandia, Suecia y Dinamarca, y en 1804 publicó un diario de viaje sobre Silesia.
Durante esos años en el extranjero, Adams consiguió dominar el francés y el neerlandés; también se familiarizó con el alemán y otras lenguas europeas. En 1788 se graduó en el Harvard College (la Adams House del Harvard College fue llamada así en honor de Adams y su padre). De 1787 a 1789 estuvo de aprendiz de abogado con Theophilus Parsons en Newburyport, Massachusetts. Fue admitido en el colegio de abogados en 1791 y empezó a ejercer de abogado en Boston.

## Inicios de su vida política

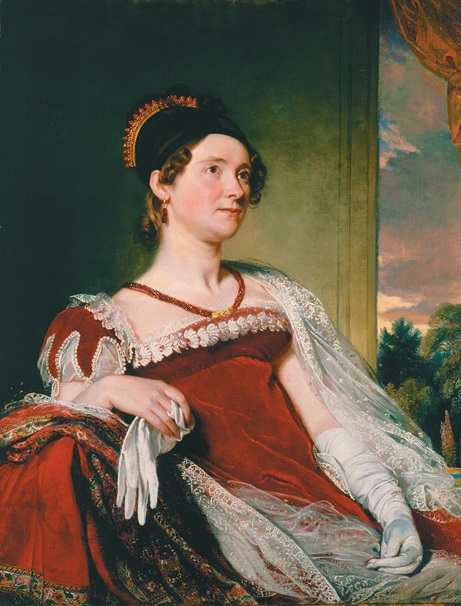
Louisa Catherine Adams

George Washington nombró a Adams embajador para los Países Bajos en 1794 y para Portugal en 1796. Cuando su padre fue elegido presidente, lo designó embajador en Prusia, a petición de Washington. Adams continuó en el puesto hasta 1801 y, en el ejercicio del mismo, contrajo matrimonio en Londres con Louisa Catherine Johnson, la hija de un comerciante estadounidense. Durante casi dos siglos Adams fue el único presidente cuya esposa nació en el extranjero, hasta Donald Trump.
Adams regresó a Quincy en 1801. Durante este periodo residió en la Old House, en la actualidad un museo. Comenzó su carrera política en las elecciones de 1802, cuando intentó, sin éxito, conseguir un puesto en la Cámara de Representantes como federalista. Sin embargo, fue elegido senador por Massachusetts ese mismo año. 
Poco después, la Corte General de Massachusetts eligió a Adams para el Senado como federalista, en el que estuvo desde 1803 a 1808. En ese último año, rompió con los Federalistas, abandonó su puesto en el Senado, y se unió a los Demócratas-Republicanos.
Estuvo de embajador varios años más por diferentes países de Europa. En 1814 participó en el Tratado de Gante, como representante de EE. UU.

## Secretario de Estado

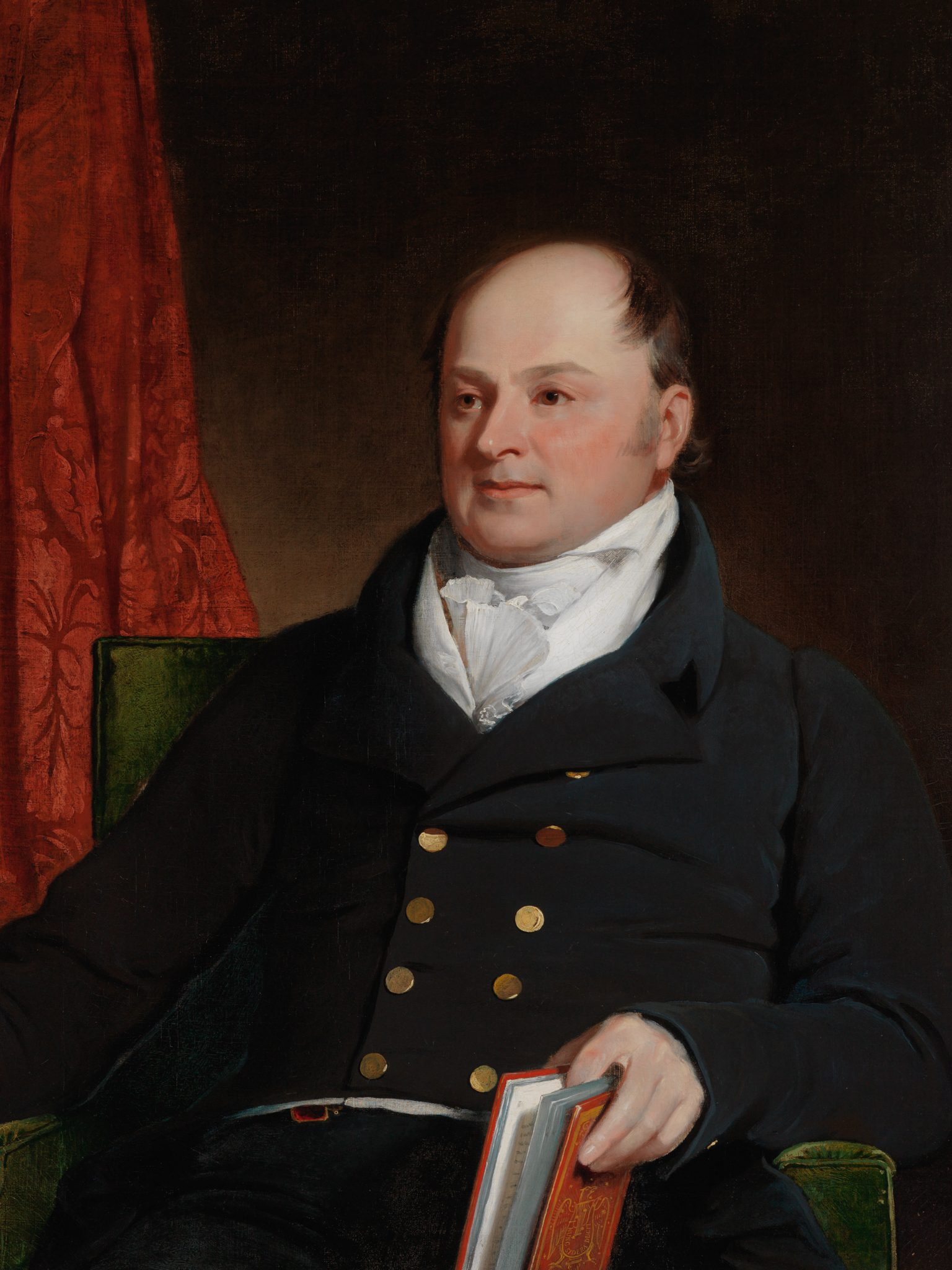
John Quincy Adams

De 1817 a 1825 fue Secretario de Estado en el gobierno de James Monroe. Durante ese periodo jugó un papel decisivo en la adquisición de Florida. Normalmente sus puntos de vista coincidían con los de Monroe. En calidad de Secretario de Estado negoció el Tratado de Adams-Onís (o Tratado de Transcontinentalidad) y redactó la Doctrina Monroe, que prevenía a los estados europeos de intervenir en América: el famoso «América para los americanos».

## Elecciones presidenciales de 1824
Adams concurrió a las elecciones presidenciales de 1824 con otros tres candidatos: el Presidente de la Cámara de Representantes de los Estados Unidos Henry Clay de Kentucky, el secretario del Tesoro William H. Crawford de Georgia, y el senador Andrew Jackson de Tennessee. Después de que Crawford sufriera un ictus, no hubo un claro favorito.
Cuando se celebró la elección el día 9 de noviembre de 1824, Jackson obtuvo 151.363 votos (otras fuentes hablan de hasta 153.544 votos) que representaban un 41,36 % de los votos populares; mientras que Adams obtuvo entre 108.740 y/o 113.142 votos (alrededor de un 30,92 % del voto popular); Clay llegó de tercero en el sufragio popular con 47.545 votos o 47.136 (12,99 % del voto popular); y Crawford fue el menos votado con 41.032 votos o 46.618 (11,21 % de ese sufragio popular). Otros 6.616 votos populares (1,81 %) fueron para nominados a Electores demócratas-republicanos no comprometidos previamente con ningún candidato presidencial; y 6.230 votos populares (1,70 %) a otras opciones.
Sin embargo, en el Colegio Electoral las cosas fueron algo diferentes: Jackson tenía 99 Electores, Adams 84, Crawford 41, y Clay 37. Como ninguno tenía mayoría absoluta en ese colegio electoral, a tenor de la 12.ª enmienda, la Cámara de Representantes de los Estados Unidos debía elegir entre los tres candidatos más votados: Jackson, Adams y Crawford. En la Cámara los congresistas de cada Estado debían decidir a que candidato darle el voto de su Estado respectivo, ya que de acuerdo a la Constitución en la elección cada Estado tenía un voto; y una vez tomada la decisión por la mayoría de la delegación congresional del Estado su voto iba para el candidato escogido. Clay, aunque había quedado en cuarta posición y, por tanto, no optaba a ser elegido, tenía mucho poder como Presidente de la Cámara. Crawford, puesto que sufrió un ictus en 1823, no tenía posibilidades reales de ser elegido.
Clay, que odiaba a Jackson y compartía la posición de Adams en cuanto a política arancelaria y de obras públicas, convenció a la Cámara para que votara por Adams, siendo este elegido el 9 de febrero de 1825 en la primera votación con el apoyo de 13 estados contra 7 que apoyaron a Jackson y 4 a Crawford. La victoria de Adams sorprendió a Jackson, que había ganado en voto electoral y popular, y esperaba ser elegido presidente. Cuando Adams nombró a Clay Secretario de Estado —el puesto que ocuparon sus tres predecesores antes de llegar a la presidencia— los demócratas partidarios de Jackson se sintieron ultrajados. Esta disputa fue siempre una carga durante el mandato de Adams y contribuyó sobremanera a la derrota de Adams en las elecciones de 1828, en la que, esta vez sí, Jackson se hizo con la presidencia.

## Presidencia (1825-1829)

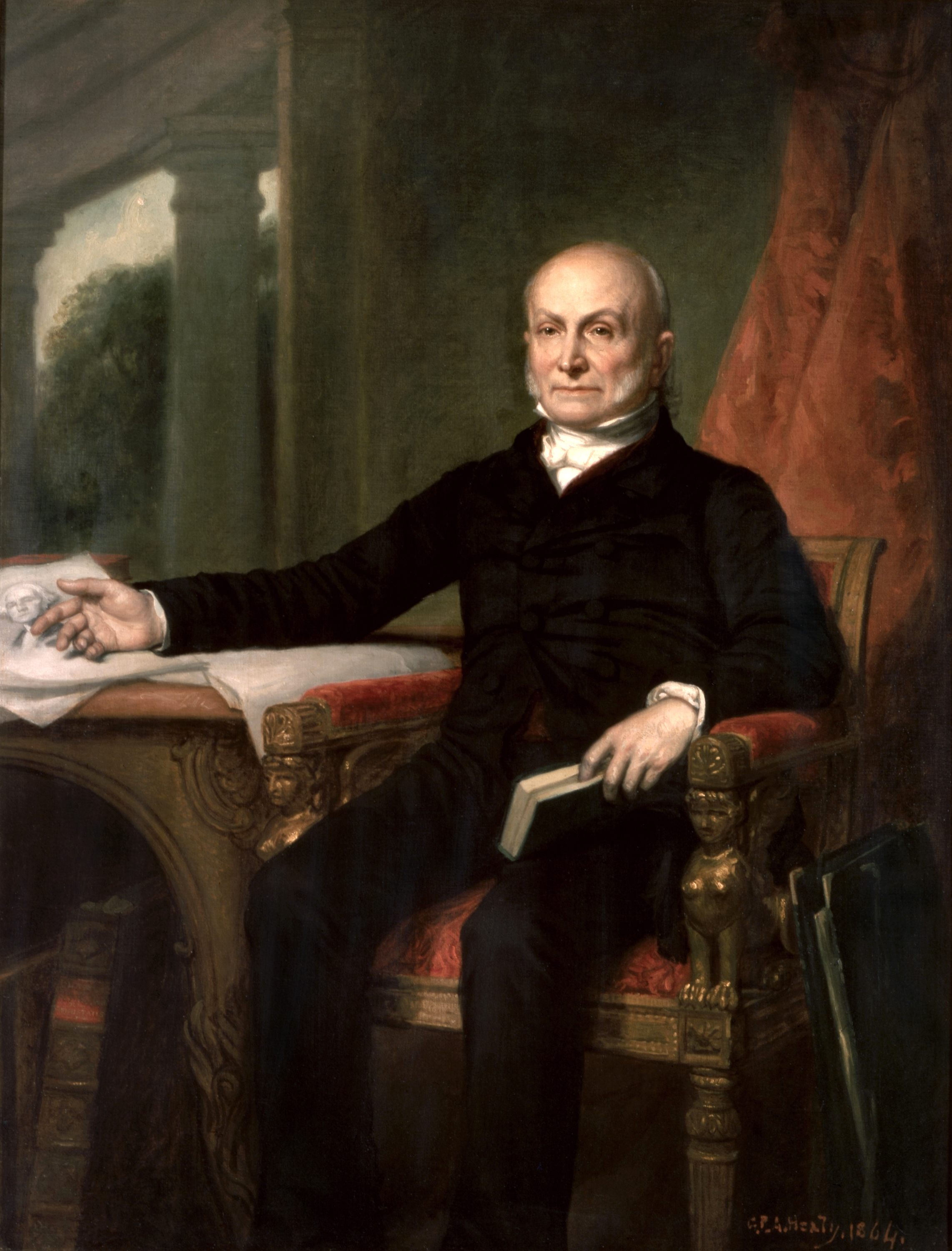
Retrato oficial de Adams en la Casa Blanca.

Adams, que fue el sexto presidente de Estados Unidos, estuvo en el cargo desde el 4 de marzo de 1825 hasta el 3 de marzo de 1829. Juró su cargo sobre un libro de leyes, en lugar de hacerlo sobre la Biblia, como era habitual.

### Política interior
Durante su mandato, trabajó en el desarrollo del Sistema Americano, que consistía en la aplicación de altos aranceles para promover el desarrollo interno como la construcción de carreteras, y un banco nacional para fomentar la iniciativa productiva y crear una divisa nacional. En su primer discurso anual en el Congreso, Adams presentó un ambicioso programa de modernización que incluía carreteras, canales, una universidad nacional, un observatorio astronómico, entre otras iniciativas. El apoyo a sus propuestas fue limitado, incluso en su partido. Buena parte de sus iniciativas en el Congreso se encontraron con la oposición de los partidarios de Jackson, que todavía se sentían indignados.
No obstante, algunas de sus propuestas sí fueron aceptadas, a saber, la ampliación de la carretera de Cumberland a Ohio con vistas a una futura ampliación a San Luis; el comienzo del Canal Chesapeake y Ohio; la conexión de los Grandes Lagos con el río Ohio en Ohio e Indiana; y la ampliación y reconstrucción del Canal Dismal Swamp en Carolina del Norte.
Uno de los asuntos que dividieron a la Administración fue la aplicación de los aranceles proteccionistas. Henry Clay los apoyaba, pero no lo hacía el vicepresidente, John C. Calhoun. La posición de Adams no se conocía, porque su electorado estaba dividido. Cuando Adams perdió el control del Congreso en 1827, la situación se volvió más complicada si cabe. La firma de la Ley de los Aranceles de 1828, le granjeó una gran impopularidad, básicamente en el Sur.

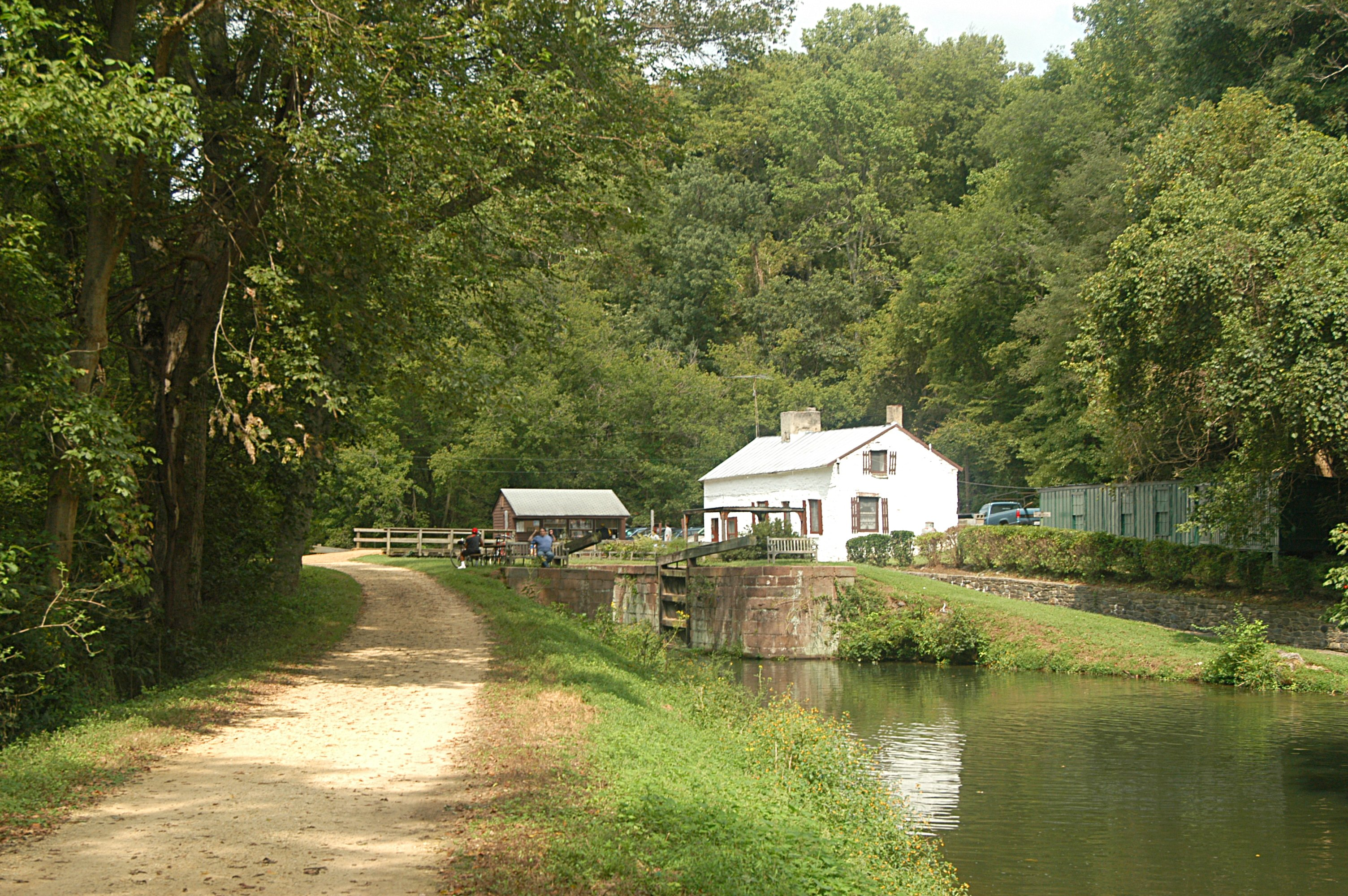
Canal Chesapeake y Ohio en Swain's Lock.

Adams y Clay fundaron un nuevo partido, el Partido Nacional-Republicano, que no llegó a tener mucho éxito. En las elecciones de 1827, Adams y sus partidarios perdieron el control del Congreso. El senador por Nueva York Martin Van Buren, futuro presidente y partidario de Jackson, se convirtió en uno de los líderes del Senado.
Muchas de las dificultades a las que se enfrentó Adams fueron debidas a su oposición a sustituir a los miembros de la Administración que apoyaban a Jackson, porque opinaba que solo la incompetencia era motivo de sustitución. Por ejemplo, John McLean, su Postmaster General (el encargado del sistema postal), continuó en el cargo a pesar de que usaba su influencia para ganarse el favor de los partidarios de Jackson. En cambio, el gobierno de Jackson fue el principio del conocido como spoils system, una expresión inglesa que describe la práctica por la cual los partidos políticos del gobierno distribuyen a sus propios miembros y simpatizantes cargos institucionales y posiciones de poder.
Otro golpe a la presidencia de Adams fue su generosa política con los Nativos Americanos. Los colonos que estaban instalados en la frontera clamaban por una política más expansionista. Cuando el Gobierno Federal quiso imponer su autoridad en beneficio de los cheroquis, el gobernador de Georgia se levantó en armas. Este hecho hizo presagiar la futura secesión de los estados del Sur durante la Guerra Civil. Adams definió su política interior como continuista de la política de Monroe. Por otra parte, años después Andrew Jackson y Martin Van Buren iniciaron la política de traslado de los Indios al oeste.

### Política exterior
Adams, en su época de Secretario de Estado, es considerado como uno de los mejores diplomáticos de la historia de EE. UU., llegando a ser incluso uno de los creadores de la Doctrina Monroe. Sin embargo, durante su mandato presidencial, Adams no consiguió grandes logros en política exterior; la oposición a la que se tuvo que enfrentar en el Congreso motivó que esto no llegara a ocurrir.
Entre los pocos éxitos diplomáticos durante su mandato podemos incluir tratados de reciprocidad con numerosos estados, entre los que se incluyen Dinamarca, México, la Liga Hanseática, los países escandinavos, Prusia y Austria. Sin embargo, gracias a los éxitos cosechados cuando era Secretario de Estado, la mayor parte de los problemas a los que se hubiera tenido que enfrentar siendo presidente ya habían sido resueltos años antes por él mismo. 

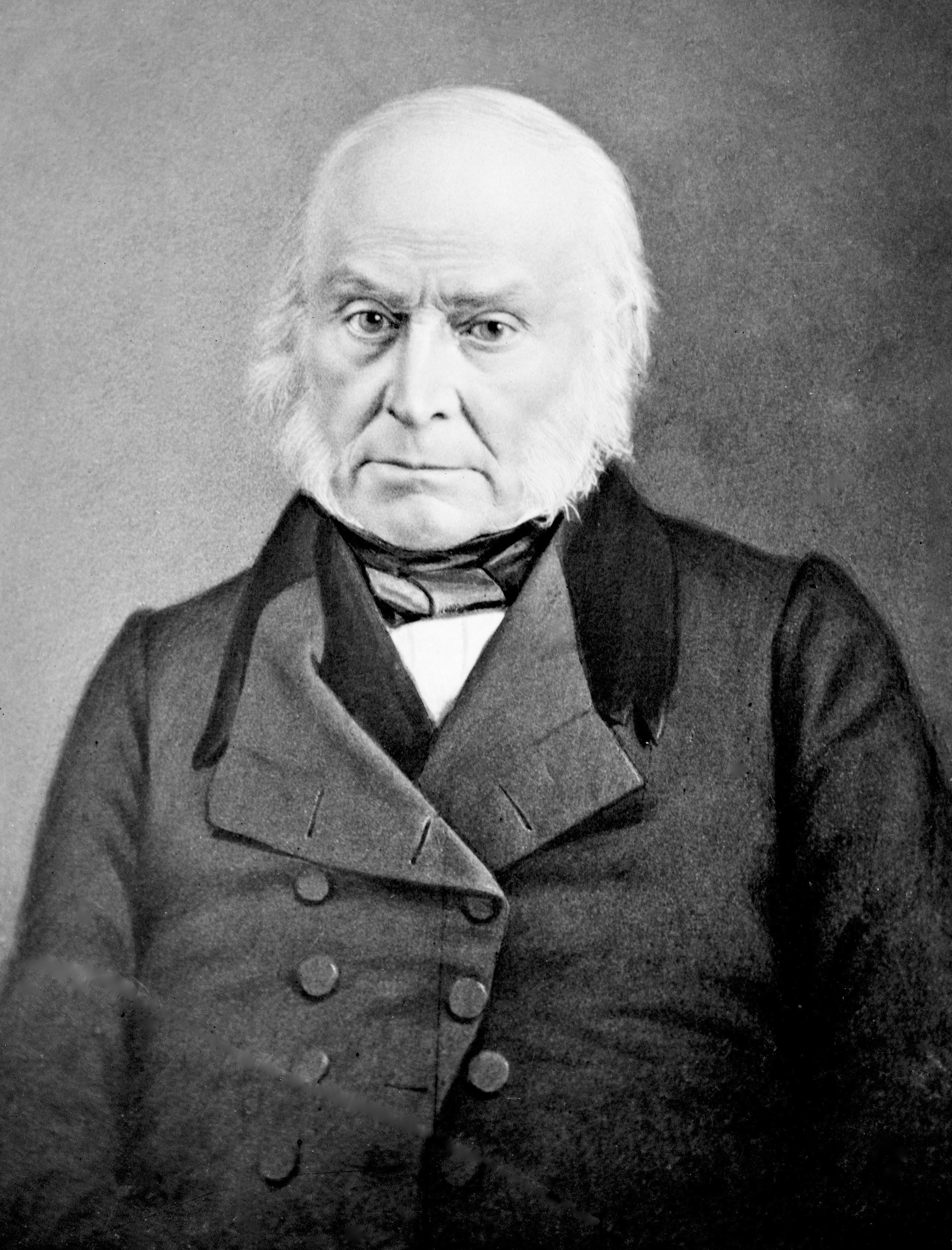
Daguerrotipo de John Quincy Adams en 1843, por Brady. Ésta es la primera fotografía de un presidente estadounidense, aunque fue realizada 14 años después de dejar el cargo.

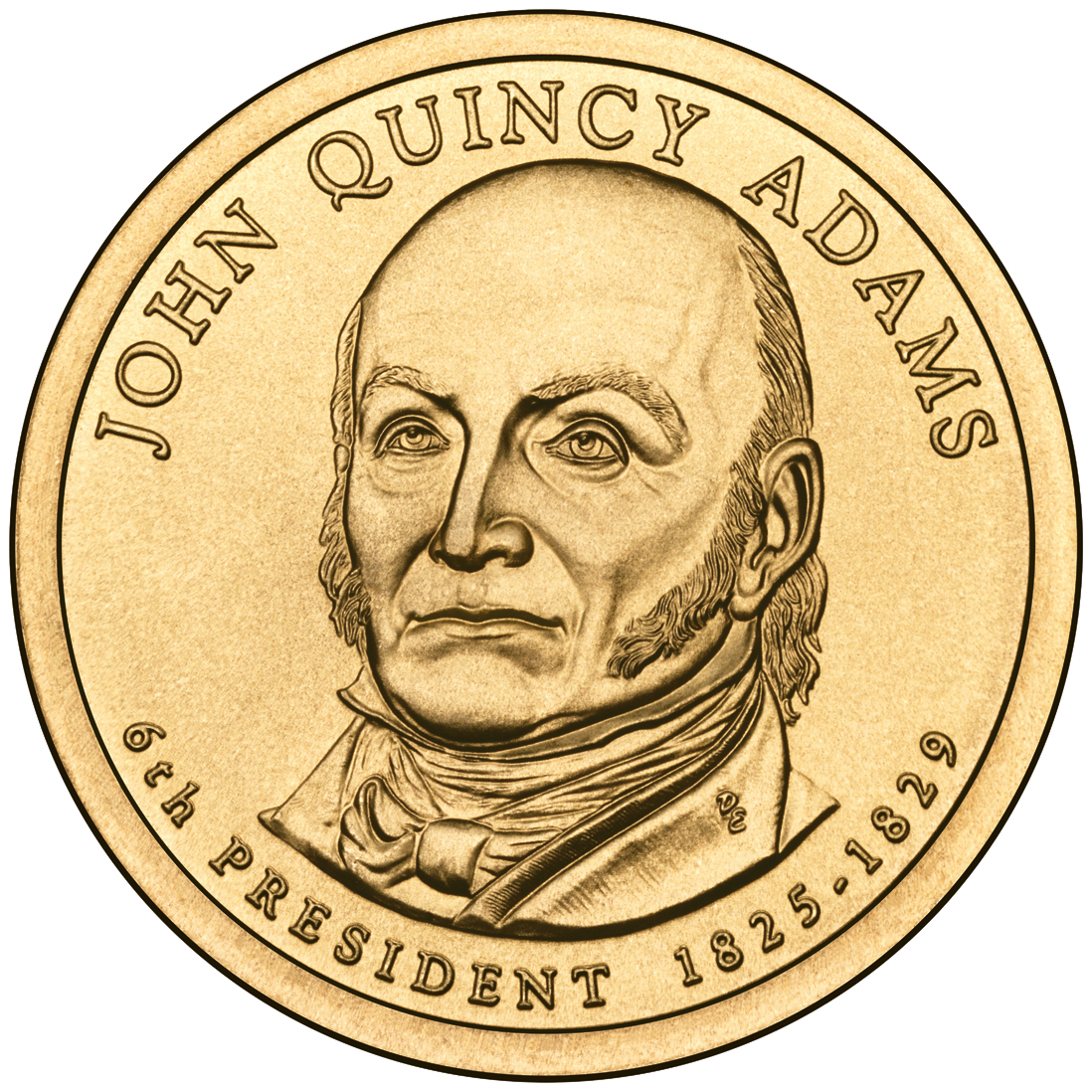
Dólar con la efigie de John Quincy Adams.

### Fin de la Presidencia
John Quincy Adams dejó el cargo el 4 de marzo de 1829, tras perder las elecciones en 1828. Adams no acudió a la investidura de su sucesor, Andrew Jackson, que lo había desairado públicamente al no hacer la tradicional «llamada de cortesía» al Presidente saliente. Adams se convirtió en uno de los cuatro presidentes que decidieron no acudir a la investidura de su sucesor; los otros fueron su padre (John Adams), Andrew Johnson y Donald Trump.

## Elecciones de 1828
Tras la investidura de Adams en 1825, Jackson renunció a su puesto en el Senado. Durante cuatro años trabajó duro, junto a sus partidarios en el Congreso, para derrotar a Adams en las Elecciones Presidenciales de 1828. La campaña estuvo basada en lo personal, y a pesar de que ninguno de los candidatos hizo campaña personalmente, sus partidarios sí que lo hicieron. El momento más duro de la campaña llegó cuando la prensa acusó a la mujer de Jackson, Rachel, de bigamia. Ella murió unas semanas después de las elecciones. Jackson declaró que perdonaría a los que le insultaron, pero que nunca lograría perdonar a los que calumniaron a su esposa.
Adams perdió las elecciones por un margen decisivo; ganó en los mismos estados que su padre en las elecciones de 1800: los estados de Nueva Inglaterra, Nueva Jersey y Delaware. Jackson venció en el resto excepto Nueva York y Maryland, que dieron sus votos electorales a Adams.

## Congresista
John Quincy Adams no se retiró tras dejar el cargo, sino que se presentó por los Nacionales-Republicanos al Congreso, siendo elegido en las elecciones de 1830. Fue el primer Presidente en ser elegido para el Congreso después de su mandato. Resultó elegido en ocho ocasiones, ocupando su puesto de congresista durante 17 años, desde 1831 hasta su muerte.
En el Congreso, fue presidente del Comité de Manufacturas, el Comité de Asuntos Indios y el Comité de Asuntos Exteriores. Se convirtió además en uno de los líderes abolicionistas del Congreso. Durante los años 1836-1837, Adams presentó numerosas peticiones al Congreso para la abolición de la esclavitud y el comercio de esclavos en el Distrito de Columbia y en todo el país. La Gag_Rule evitó que se discutiera el asunto de la esclavitud desde 1836 hasta 1844, pero Adams, con frecuencia, la ignoraba. 
En 1834 intentó sin éxito convertirse en Gobernador de Massachusetts por el Partido Antimasónico, perdiendo frente a John Davis.
En 1841 formó parte de la defensa en el caso de Estados Unidos contra los africanos de La Amistad en el Tribunal Supremo de los Estados Unidos. Argumentó con éxito que los africanos, que se habían hecho con el control de un barco español en el que estaban siendo transportados ilegalmente como esclavos, deberían ser considerados libres, y no deportados a Cuba (todavía bajo control español). A tenor del sucesor de Andrew Jackson, Martin Van Buren, el Departamento de Justicia de los Estados Unidos argumentaba que los africanos debían ser deportados por amotinarse y por haber asesinado a los oficiales del barco. Adams les consiguió la libertad, con el derecho a quedarse en EE. UU. o a regresar a África. Adams arguyó como causa principal que EE. UU. había prohibido el comercio internacional de esclavos, a pesar de que si estaba permitido dentro del país.

## Muerte
Mientras se preparaba para dirigirse a la Cámara de Representantes el 21 de febrero de 1848, se desmayó tras haber sufrido una hemorragia cerebral. Dos días después, el 23 de febrero, murió en el edificio del Capitolio, en Washington D. C. Sus últimas palabras fueron las siguientes: «This is the last of Earth. I am happy». («Esto es lo último de la Tierra. Estoy feliz»).
Fue enterrado en el panteón familiar en Quincy. Tras la muerte de su esposa, su hijo lo enterró junto a ella en el panteón familiar de la United First Parish Church. Sus padres también están enterrados allí.

## Familia

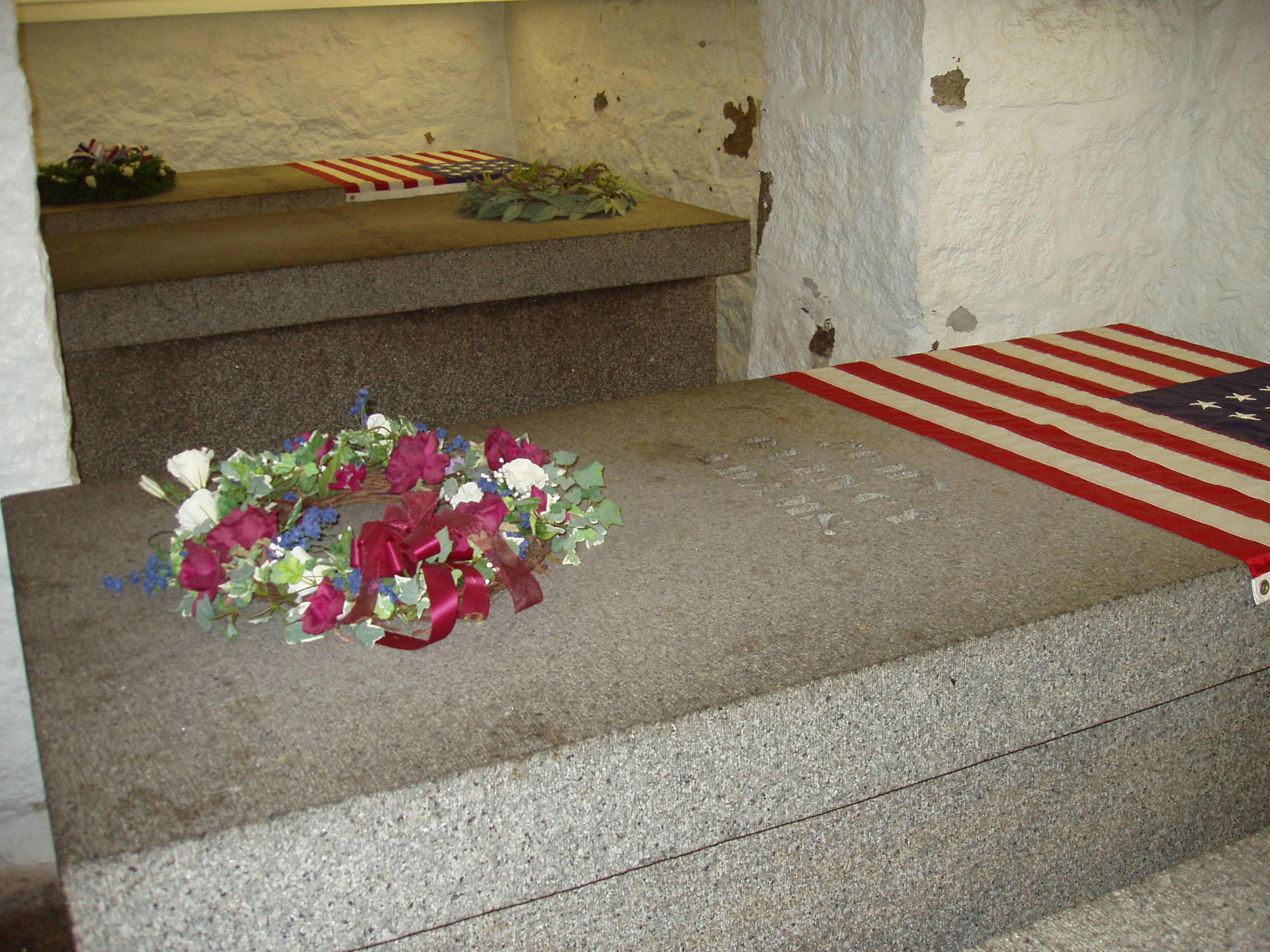
Tumbas de los Presidentes John Adams (izquierda) y John Quincy Adams (derecha) y sus esposas, en un panteón familiar cerca de la United First Parish Church.

John Quincy Adams y Louisa Catherine (Johnson) Adams tuvieron tres hijos y una hija. Louisa nació en 1811, pero murió un año después mientras la familia estaba en Rusia. A su primer hijo lo llamaron George Washington Adams, en honor del primer presidente. Tanto George como su segundo hijo, John (1803-1834), tuvieron vidas muy turbulentas y murieron a edades tempranas.
El hijo menor, Charles Francis Adams, siguió la carrera diplomática y política de su padre. En 1870 Charles Francis construyó la primera biblioteca presidencial de los Estados Unidos, en honor a su padre. La Stone Library incluye cerca de 14 000 libros escritos en 12 idiomas. La biblioteca se encuentra en la «Old House» en el Adams National Historical Park de Quincy, Massachusetts.
La actriz Mary Kay Adams es descendiente de John Quincy Adams.
John Adams y John Quincy Adams fueron los primeros padre e hijo que llegaron a la presidencia (los otros fueron George H. W. Bush y George W. Bush), y ambos fueron presidentes únicamente durante un mandato.